# Dunleer
Dunleer (irl.  Dún Léire) – miejscowość w hrabstwie Louth w Irlandii położona ok. 14 km na północ od Droghedy. 
W Dunleer znajdują się 3 szkoły podstawowe i jedna ponadpodstawowa:
- Podstawowe (primary) - 
  - St. Kevins NS, Philipstown, Dunleer.
  - St. Fintan's NS, Dromin, Dunleer.
  - St. Brigid's NS, Ardee Road, Dunleer.

- Ponadpodstawowa (secondary) - 
  - Scoil Uí Mhuirí Post Primary, Barn Road, Dunleer.